# Gerri de la Sal
Gerri de la Sal est un village espagnol situé dans la partie sud de la région de Pallars Sobirà dans la région de Lleida, en Catalogne, dans un élargissement étroit qui sépare deux fossés (Arboló et Collegats) de la Noguera Pallaresa. C’est le chef-lieu de Baix Pallars, municipalité créée en 1969 par le regroupement de quatre autres entités existantes (Baén, Gerri de la Sal, Montcortès de Pallars et Peramea), ayant également été capitale de l’ancienne municipalité du même nom. En 2013, elle comptait 131 habitants.
Pendant des siècles, la production de sel a été une activité importante dans le village. Bien que certains pensent qu'il était déjà utilisé à l'époque romaine, les premières références écrites datent du neuvième siècle, année de la fondation du monastère. L'eau salée provient de gargouillis dans une fontaine (Mina Ofita) située sur la rive droite de la rivière, dans le quartier de Roser, et s'est prolongée dans les mares salées construites en tirant parti de la plaine qui forme la rivière à côté de Gerri et dans l'autre marge.
La production a commencé à décliner en raison de la concurrence d'autres sels dont l'exploitation était plus rentable. Au cours du XXe siècle, les salines ont commencé à connaître une forte baisse de leur activité. Les fortes inondations survenues dans les Pyrénées en 1982 ont encore accéléré la dégradation des installations.
La ténacité et l’intérêt de certains voisins ont conduit à l’ouverture de certaines salines (les plus proches de la source) et, en 1996, celles-ci et celles-ci ont été déclarées biens culturels d’intérêt national dans la catégorie des monuments historiques et peuvent être visitées.